# Patrick Henry
Patrick Henry (29 de maio de 1736 - 6 de junho de 1799, Condado de Hanover, Virgínia, Estados Unidos) foi uma figura proeminente na Revolução Americana, conhecido e lembrado por seu discurso "Give me liberty or give me death" ("Dê-me a liberdade ou a morte"). Juntamente com Samuel Adams e Thomas Paine foi um dos defensores mais influentes (e radicais) da Revolução Americana e do republicanismo, especialmente em suas denúncias de corrupção dos oficiais do governo e sua defesa aos direitos humanos. Foi governador da Virgínia por dois mandatos: de 1776 a 1779 e de 1784 a 1786.

## Vida
Natural do Condado de Hanover, Virgínia, Henry foi educado principalmente em casa. Depois de uma aventura malsucedida administrando uma loja, bem como auxiliando seu sogro na Hanover Tavern, ele se tornou advogado por conta própria. Começando sua prática em 1760, Henry logo se tornou proeminente por meio de sua vitória na Causa do Pároco contra o clero anglicano. Ele foi eleito para a Virginia House of Burgesses, onde rapidamente se tornou notável por sua retórica inflamatória contra a Lei do Selo de 1765.
Em 1774, Henry serviu como delegado no Primeiro Congresso Continental, onde assinou a Petição ao Rei, que ajudou a redigir, e a Associação Continental. Ele ganhou ainda mais popularidade entre o povo da Virgínia, tanto por meio de sua oratória na convenção quanto por marchar com tropas em direção à capital colonial de Williamsburg após o Incidente da Pólvora até que as munições apreendidas pelo governo real fossem pagas. Henry pediu a independência e, quando a Quinta Convenção da Virgínia endossou isso em 1776, ele serviu no comitê encarregado de redigir a Declaração de Direitos da Virgínia e a Constituição original da Virgínia. Henry foi prontamente eleito governador sob o novo estatuto e cumpriu um total de cinco mandatos de um ano.
Depois de deixar o governo em 1779, Henry serviu na Câmara dos Delegados da Virgínia até iniciar seus dois últimos mandatos como governador em 1784. As ações do governo nacional sob os Artigos da Confederação fizeram Henry temer um governo federal forte e ele recusou a nomeação como delegado à Convenção Constitucional de 1787. Ele se opôs ativamente à ratificação da Constituição dos Estados Unidos, temendo um governo central poderoso e porque ainda não havia uma Declaração de Direitos. Ele voltou a exercer a advocacia em seus últimos anos, recusando vários cargos no governo federal. Um senhor de escravos ao longo de sua vida adulta, ele esperava ver o fim da instituição, mas não tinha nenhum plano além de acabar com a importação de escravos. Henry é lembrado por sua oratória e como um entusiasta promotor da luta pela independência.